# Ballad in Plain D
Ballad in Plain D – piosenka skomponowana przez Boba Dylana, nagrana przez niego w czerwcu 1964 r. i wydana na czwartym studyjnym albumie Another Side of Bob Dylan w sierpniu 1964 r.

## Historia i charakter utworu
"Ballad in Plain D” jest kolejnym utworem albumu powstałym w wyniku rozejścia się Dylana i Suze Rotolo. Były wśród nich piosenki, które traktowały tę sprawę elegancko („To Ramona”), jak i bardziej gwałtownie („I Don’t Believe You (She Acts Like We Never Have Met)”. Gwałtownością i całkowitym brakiem elegancji wyróżniła się z nich wszystkich „Ballad in Plain D”.
Jest to jeden z najbardziej otwarcie autobiograficznych utworów Dylana, w dodatku całkowicie enigmatycznie zatytułowany. Pozornie jest to tytuł nic nie mówiący i całkowicie neutralny, określający rodzaj utworu i jego tonację, jednak po wysłuchaniu piosenki sprawa staje się tajemnicza, bowiem ballada ta jest wykonana w tonacji C! Czyli literka D musiała mieć w zamyśle Dylana jakieś szczególne znaczenie. Trager sugeruje D jak „death” (pol. śmierć), co miałoby oddawać nastrój artysty w trakcie powstawania ballady. Inną jego sugestią jest słowo „dull” (pol. tępy, głupi).
Utwór ten powstał w połowie marca 1964 r. Wiadomo że Dylan tuż przed tym twórczym aktem, pokłócił się z Suze Rotolo w mieszkaniu jej siostry Carli (na Lower East Side). Według Suze (w „Dylan: A Biography” Boba Spitza z 1989 r.) Carla i Bob pobili się na podłodze mieszkania. W świetle tego określenie „pasożytniczna siostra” użyte przez Dylana w balladzie – nie dziwi. Wydarzenie to ostatecznie zakończyło związek Boba i Suze. Dopiero po kilku latach doszło między nimi do odnowienia przyjaźni i Suze stopniowo zrozumiała przyczyny napisania tekstu tej ballady.
Również matka Suze od samego początku nie darzyła muzyka sympatią, co powodowało także konflikty; również i to znalazło swoje odbicie w tekście. Jadowita piosenka Dylana uderzyła w całą rodzinę Suze Rotolo.
Był to jedyny tekst, którego Dylan zawsze się wstydził. Prawdopodobnie wykonał tę balladę tylko raz na koncercie latem 1964 r., chociaż i to nie jest zbyt pewne, albowiem nie istnieje żadne nagranie, które by to potwierdzało.
Źródeł utworu Dylana można się dopatrywać w dwóch folkowych balladach brytyjskich: „Once I Had a Sweetheart” (znanej także pod tytułem „The False Bride”) oraz „The Two Sisters” (znanej także jako „Oh, the Dreadful Wind and Rain”). Głównym wzorem była ta ostatnia ballada, zapisana przez Childe’a pod numerem 10. Są w tym utworze namiętność, gwałtowność, zazdrość, morderstwo i sprawy nadprzyrodzone. Utwór ten był znany Dylanowi; w maju 1960 r. nagrał go na taśmie w domu Karen Wallace w Saint Paul w stanie Minnesota.
Innym utworem, który powstał także pod wpływem „The Two Sisters”, jest nieopublikowana na żadnym z Dylanowskich regularnych studyjnych albumów piękna piosenka „Percy's Song”.

## Wersje innych wykonawców
- Michael Chapman – The Man Who Hated Mornings (1977)
- Emily Saliers na albumie różnych wykonawców A Tribute to Bob Dylan, Volume 3: The Times They Are a-Changin'  (2000)